# Eugênio Barbosa Martins
Eugênio Barbosa Martins SSS (ur. 5 września 1960 w Araguari) – brazylijski duchowny katolicki, biskup São João da Boa Vista od 2024. 

## Życiorys
24 stycznia 1988 otrzymał święcenia kapłańskie w Zgromadzeniu Najświętszego Sakramentu. Po święceniach został wychowawcą w domach aspiranckim i postulanckim w Belo Horizonte, a w 1999 został mistrzem nowicjatu w Uberabie. W latach 2002–2010 kierował brazylijską prowincją zakonną, a w latach 2010–2011 był ekonomem tej prowincji. W 2011 wybrany generałem zakonu, pełnił tę funkcję do 2023.
4 stycznia 2024 papież Franciszek mianował go biskupem diecezji São João da Boa Vista. 
7 kwietnia 2024 otrzymał święcenia biskupie w São João da Boa Vista. Udzielił mu ich arcybiskup  Ribeirão Preto Moacir Silva.  